# 부산 해운정사 현수제승법수
부산 해운정사 현수제승법수(釜山 海雲精舍 賢首諸乘法數)는 부산광역시 해운대구 우동, 해운정사에 있는 불경이다. 2014년 9월 24일 부산광역시의 문화재자료 제79호로 지정되었다.

## 개요
『현수제승법수』는 숫자가 포함된 불교 요어(要語)를 설명하는 일종의 간이 사전(辭典)이다. 현수(賢首 643~712)는 당나라 승려로, 이 책을 처음으로 편찬했다고 전해진다. 제승(諸乘)이란 대승(大乘)과 소승(小乘)의 모든 교리, 다시 말해 모든 진리를 가리키는 말이다. 법수(法數)란 불교의 진리를 뜻하는 법과 숫자가 합쳐진 요어를 말한다. 예를 들면 삼계(三界), 사체(四諦), 오온(五蘊), 십이인연(十二因緣), 칠십오법(七十五法)과 같은 어휘이다. 이 요어를 따라서 불법을 탐구하면 종지(宗旨)에 이를 수 있다는 뜻이다. 따라서 제목의 뜻은 현수가 편찬한 모든 경전의 숫자가 들어간 불교의 진리를 말하는 중요한 단어들의 해설집이라는 말이다.

## 평가
해운정사 현수제승법수는 임진왜란 이후의 간본이기는 하나 정확한 간기(刊記)의 확인이 가능하고, 『한국고전적종합목록』에 의하면, 해운정사를 제외하고는 2곳에서만 소장하고 있는 것으로 검색될 정도로 전존본(傳存本)이 극히 드문 희소가치가 있는 자료이다. 또한 조계종 초대 종정으로부터 물려받은 조계종 제13대 종정의 소장본이라는 점에서 그 의의가 크다. 2014년 9월 24일 부산광역시 문화재자료 제79호로 지정되었고, 2021년 11월 19일 문화재청 고시에 의해 문화재 지정번호가 폐지되어 부산광역시 문화재자료로 재지정되었다.

## 참고 자료
- 해운정사 현수제승법수 - 국가유산청 국가유산포털

1. ↑  “해운정사 현수제승법수”. 2025년 5월 9일에 확인함.